# Leandro Simioni
Leandro Simioni (São Bernardo do Campo, 29 september 1974) is een voormalig Braziliaans voetballer.